# Julie Powell
Julie Powell, nata Julie Foster (Austin, 20 aprile 1973 – Olive, 26 ottobre 2022), è stata una scrittrice e blogger statunitense.
Divenne conosciuta per essere l'autrice del libro Julie & Julia: 365 Days, 524 Recipes, 1 Tiny Apartment Kitchen, da cui Nora Ephron ha tratto l'omonimo film Julie & Julia con Meryl Streep, Amy Adams, Stanley Tucci e Chris Messina.

## Biografia
Nata e cresciuta ad Austin, Texas, frequentò l'Amherst College, diplomandosi nel 1995 con specializzazione in teatro e scrittura creativa. Nell'agosto 2002, quando lavorava alla Lower Manhattan Corporation, la Powell mise mano al The Julie/Julia Project, un web blog in cui registrava cronologicamente il tentativo di portare a compimento tutte le ricette del libro di cucina di Julia Child Mastering the Art of French Cooking. In breve tempo il blog acquisì notorietà facendo registrare un grande seguito in termini di lettori. Julie Powell firmò quindi un contratto con la Little, Brown and Company per scrivere un libro, Julie and Julia: 365 days, 524 Recipes, 1 Tiny Apartment Kitchen, che fu pubblicato nel 2005. La versione tascabile del volume è stata intitolata diversamente: Julie and Julia: My Year of Cooking Dangerously.
Il successivo lavoro di Julie Powell, Cleaving: a Story of Marriage, Meat, and Obsession, che approfondisce i fatti susseguenti alla pubblicazione del primo libro, iniziò a circolare fine del 2009.
Julie Powell è morta prematuramente nel 2022 a 49 anni per arresto cardiaco.

## Vita privata
Sposò nel 1998 Eric Powell, assumendone quindi il cognome.

## Trasposizione cinematografica
Un adattamento cinematografico del libro, basato anche sull'autobiografia scritta dalla stessa Julia Child, intitolata My Life in France, diretto da Nora Ephron ed intitolato Julie & Julia, è stato distribuito il 7 agosto 2009. Vi recitano Amy Adams nel ruolo di Julie Powell e Meryl Streep come Julia Child.